# Euth-
Euth- (in greco antico: Ευθ?), il cui nome completo non è noto (fl. 430 a.C.) è stato un medaglista e un incisore di conii greco antico, attivo a Siracusa e in altre città della Sicilia greca e della Magna Grecia.

## Biografia
Euth- ci è noto dalle firme apposte sui conii di alcune monete. Il nome completo non ci è noto e sono stati ipotizzati quello di Euthykles o quello di Euthymos.
Euth- firma il conio del dritto delle emissioni siracusane che presenta una quadriga veloce. L'altro conio può essere firmato da Phrygillos o da Eumenos.
I conii firmati ΕΥΘ sono associati, secondo Weil, ad almeno 4 rovesci diversi, opera di altri artisti: 
1. Testa di Kore di Phrygillos
2. Testa di Kore di Eumenos
3. Testa di Aretusa con lo sphendone di Eumenos
4. Variazione della precedente, sempre di Eumenos

Da notare che Weil identifica nel suo lavoro come Kore (Persefone) la testa femminile incoronata con spighe di grano, che altri autori identificano come Aretusa.
L'immagine incisa da Euth- è precisa e ha uno stile più libero rispetto alla quadriga incisa da Eumenos.  I cavalli si muovono vivacemente e gli zoccoli anteriori sono sollevati.
Caratteristico è l'esergo, occupato da una Scilla con il corpo di due cani. Ha sulla spalla un tridente, indica con la mano protesa avanti un pesce che la precede ed è seguita da un delfino. A volte il pesce è assente.
Secondo Evans e altri la quadriga di Euth- somiglia molto a quella delle ultime tetradracme della monetazione di Selinus.
Questa somiglianza ha fatto ipotizzare che Euth- provenga o da Selinus o da Akragas. Altri propendono per un'altra ipotesi: entrambi gli incisori, Euth- e il maestro di Selinunte, avrebbero indipendentemente tratto ispirazione da una serie di stateri aurei coniati a Kyrene.
Evan afferma che sembra che i tetradracmi siracusani con la firma ΕΥΘ, siano stati scelti per le imitazioni da parte degli incisori di conii Siculo-Punici "durante il periodo di preparazione immediatamente precedente la grande invasione dei Cartaginesi del 409 a.C."
Euth- probabilmente è stato attivo tra il 430 e il 409 a.C., ma non è possibile avere ulteriori dettagli sulla sua biografia.